# Либерально-национальная партия Кубы
Либерально-национальная партия Кубы (исп. Partido Liberal Nacional de Cuba, PLNC) — партия на Кубе, действовавшая с 2004 до своего роспуска в 2014.

## История
Изначально партия называлась "Movimiento Liberal Cubano" (Кубинское либеральное движение), но в 2009 сменила название. В том же году она осудила «усиление репрессий против своих членов».
Национально-либеральная партия Кубы была партией либеральной идеологии, поскольку она защищала такие постулаты, как невмешательство государства и абсолютная свобода в экономике.
PLNC также боролась за то, чтобы положить конец социалистической системе Кубы и уважению прав человека. Он был открыт для диалога со всеми «продемократическими» силами на Кубе, особенно либерального происхождения.